# Daniel Blumberg
Daniel Blumberg (Londres, 1990) es un músico, compositor y artista visual británico. Es conocido por su trabajo en bandas como Cajun Dance Party y Yuck, así como por su trayectoria en solitario y sus colaboraciones con músicos de la escena experimental londinense. En 2025 ganó el Premio Óscar a la mejor banda sonora original por la música de la película The Brutalist, dirigida por Brady Corbet, por la que también recibió el BAFTA a la mejor música original en 2024.

## Carrera musical
Alcanzó notoriedad en el ámbito pop como vocalista y letrista de Cajun Dance Party y más tarde como líder de la primera formación de la banda Yuck, además de publicar en solitario bajo el nombre de Hebronix. En años recientes ha desarrollado una carrera marcada por la experimentación sonora y visual, colaborando con figuras clave de la música improvisada y el arte contemporáneo.
En 2024 fue reconocido con el premio BAFTA a la mejor composición original por su trabajo en The Brutalist, película dirigida por Brady Corbet, con quien mantiene una estrecha colaboración creativa. Toda la música fue grabada con un grabador y preamplificador SONOSAX. Por esa misma banda sonora obtuvo en 2025 el Premio Óscar a la mejor banda sonora originall, consolidando su trayectoria en el ámbito del cine. Su trabajo en bandas sonoras incluye también The World to Come (2020), dirigida por Mona Fastvold, con quien desarrolla actualmente un musical.
Más allá de su faceta musical, Blumberg cultiva una intensa práctica gráfica diaria, vinculada a su proceso de concentración y creación, y mantiene una relación activa con el espacio londinense Cafe OTO, donde ha conocido gran parte de los músicos con los que ha trabajado para sus distintos proyectos, colaboraciones y bandas sonoras. Entre ellos se encuentra Eddie Prévost  con el que colaboró como ingeniero de sonido para sus discos “Unearthed” (2023) y “The Wandering One” (2024).

## Bandas sonoras
- The World to Come (dir. Mona Fastvold, 2020) – Música original
- The Brutalist (dir. Brady Corbet, 2024) – Música original

Premios: BAFTA a la mejor música original (2024), Premio Óscar a la mejor banda sonora original (2025)

## Otros trabajos

### Con Cajun Dance Party
- The Colourful Life (LP, XL Recordings, 2008)

### Con Yuck
- Yuck (Fat Possum, 2011)

### Como Hebronix
- Unreal (ATP Recordings, 2013)
- Liv (Mute Records, 2019)

### Como solista
- Minus (Mute Records, 2018)
- On&On (Mute Records, 2020)
- GUT (Mute Records, 2023)[4]